# National Basketball Association 1951-1952
La stagione della National Basketball Association 1951-1952 fu la 6ª edizione del campionato NBA. La stagione finì con la vittoria dei Minneapolis Lakers, che sconfissero i New York Knicks per 4-3 nelle finali NBA.

## Squadre partecipanti
- Baltimore Bullets
- Boston Celtics
- Ft. Wayne Pistons
- Ind. Olympians
- Milwaukee Hawks

- Minneapolis Lakers
- N.Y. Knicks
- Philad. Warriors
- Rochester Royals
- Syracuse Nationals

## Classifica finale

### Eastern Division
| Squadra            | V  | P  | %    | GB |
| ------------------ | -- | -- | ---- | -- |
| Syracuse Nationals | 40 | 26 | 60,6 | -  |
| Boston Celtics     | 39 | 27 | 59,1 | 1  |
| N.Y. Knicks        | 37 | 29 | 56,1 | 3  |
| Philad. Warriors   | 33 | 33 | 50,0 | 7  |
| Baltimore Bullets  | 20 | 46 | 30,3 | 20 |

### Western Division
| Squadra              | V  | P  | %    | GB |
| -------------------- | -- | -- | ---- | -- |
| Rochester Royals     | 41 | 25 | 62,1 | -  |
| Minneapolis Lakers C | 40 | 26 | 60,6 | 1  |
| Ind. Olympians       | 34 | 32 | 51,5 | 7  |
| Ft. Wayne Pistons    | 29 | 37 | 43,9 | 12 |
| Milwaukee Hawks      | 17 | 49 | 25,8 | 24 |

## Vincitore
| Campione NBA 1951-1952         |
| ------------------------------ |
| Minneapolis Lakers (3º titolo) |

## Statistiche
| Categoria | Giocatore                | Squadra                           | Stat  |
| --------- | ------------------------ | --------------------------------- | ----- |
| Punti     | Paul Arizin              | Philad. Warriors                  | 1.674 |
| Rimbalzi  | Larry Foust Mel Hutchins | Ft. Wayne Pistons Milwaukee Hawks | 880   |
| Assist    | Andy Phillip             | Philad. Warriors                  | 539   |
| FG%       | Paul Arizin              | Philad. Warriors                  | 44,8  |
| FT%       | Bobby Wanzer             | Rochester Royals                  | 90,4  |

## Premi NBA
- All-NBA First Team:
  - George Mikan, Minneapolis Lakers
  - Ed Macauley, Boston Celtics
  - Paul Arizin, Philadelphia Warriors
  - Bob Cousy, Boston Celtics
  - Bob Davies, Rochester Royals (pari)
  - Dolph Schayes, Syracuse Nationals (pari)
- All-NBA Second Team:
  - Larry Foust, Fort Wayne Pistons
  - Vern Mikkelsen, Minneapolis Lakers
  - Jim Pollard, Minneapolis Lakers
  - Bobby Wanzer, Rochester Royals
  - Andy Phillip, Philadelphia Warriors